# Вексиларии
Вексилариите (на латински: vexillarii) са ветерани, прослужили повече от 16 или 20 години в римската войска, които и след изтичането на редовната им служба оставали в легиона. Те образували отделни отряди вексилации (vexillatiores), ползуващи се с известни привилегии. Понякога при кризисни ситуации тези подразделения били привиквани отново да участват в бойните действия. Тези части не влизали непосредствено в състава на римските легиони. Имали собствен знак вексилум (vexillum) – червен квадратен плат, закрепен на прът.